# Jacob Breyne
Jacob Breyne (14 januari 1637 – 25 januari 1697) was een Duitse botanicus, illustrator en handelaar uit Danzig. In citaten wordt hij ook wel aangeduid als Breynius of Breyn.
Breyne beschreef en illustreerde planten die werden opgekweekt uit zaden die Paul Hermann meebracht uit Zuid-Afrika. De beschrijvingen van Breyne bevatten de eerste vermeldingen van de cultivatie van diverse Zuid-Afrikaanse plantgeslachten, waaronder Pelargonium (1678), Agapanthus (1680) en Mesembryanthemum (1689).
In 1680 publiceerde Breyne een beschrijving van de bekerplant Nepenthes distillatoria. Hij hanteerde hierbij de lokale naam Bandura zingalensium. Bandura bleef tot Linnaeus' wetenschappelijke beschrijving van het geslacht Nepenthes de gangbare term voor alle bekerplanten.
Charles Plumier noemde het geslacht Breynia naar Breyne; Linnaeus nam deze naam over.
Breyne's zoon Johann Philipp Breyne (1680-1764) was ook botanicus, en tevens zoöloog en paleontoloog.

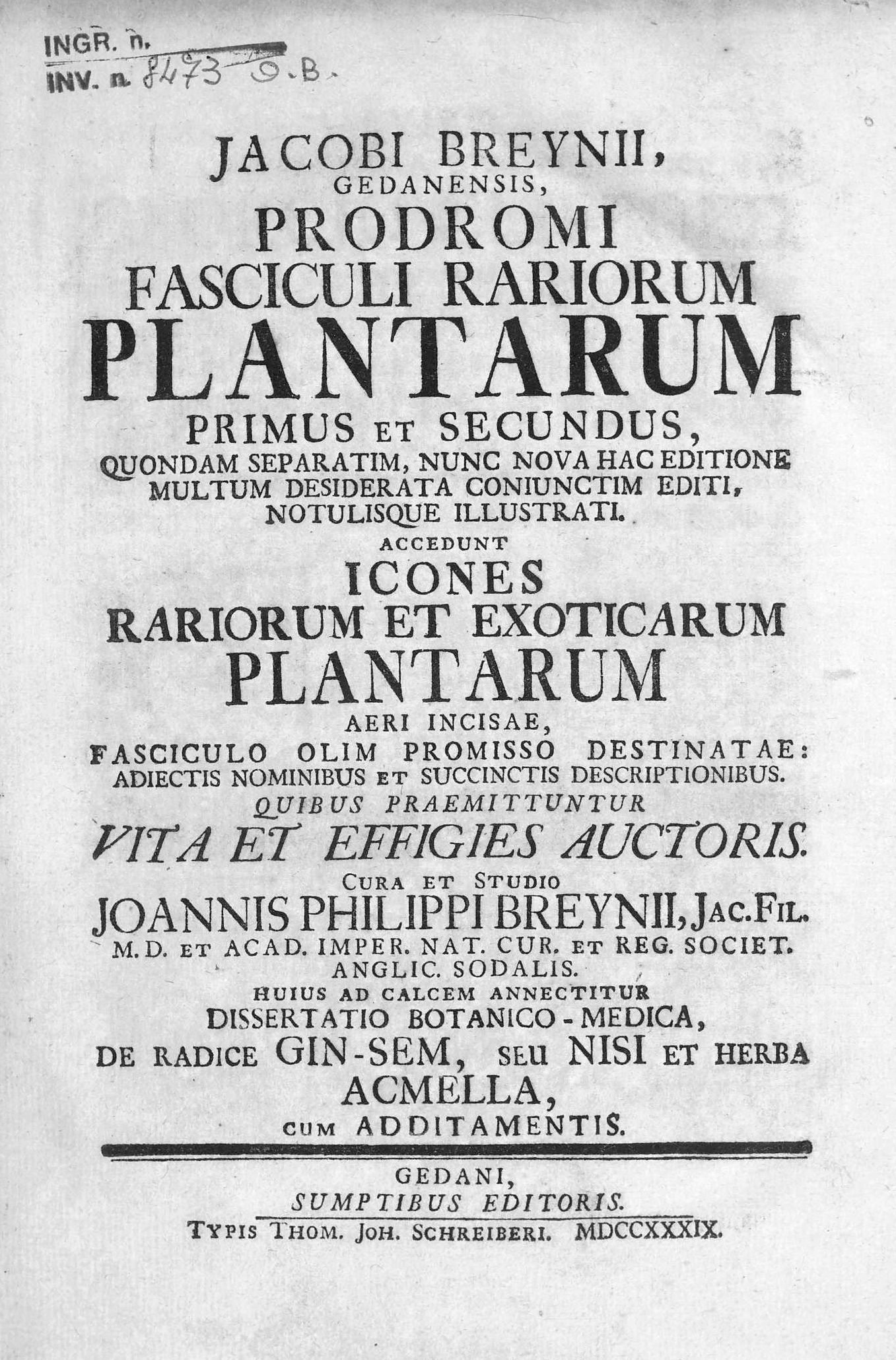
Prodromi fasciculi rariorum plantarum primus et secundus, 1739

- Biblioteca Nacional de España: XX4672968
- Author citation (botany): Breyne
- Gemeinsame Normdatei: 118910388
- International Standard Name Identifier: 0000 0000 7987 5301
- Library of Congress Control Number: n79138962
- Nationale Bibliotheek van Israël: 987007259050105171
- Nationale Bibliotheek van Polen: a0000001215505
- Nederlandse Thesaurus van Auteursnamen: 08372589X
- Système universitaire de documentation: 146801849
- Virtual International Authority File: 25401173
- WorldCat: E39PBJk4J78fRq8hh4TDRrfTHC